# Scott Arpajian
Scott Loewen Arpajian (Mount Kisco, Nueva York, 1973) es un ejecutivo de tecnología estadounidense, empresario y autor, conocido por ser cofundador del sitio web de descarga de software Download.com; actualmente es director ejecutivo del sitio web español de descargas Softonic.

## Infancia y Educación
Arpajian nació en Mount Kisco, Nueva York en 1973 y creció en el Condado de Westchester, Nueva York. Cuando Arpajian tenía 4 años se mudó con sus padres, Lee Arpajian y Stephanie Fay Arpajian, a Chappaqua, Nueva York. Siendo adolescente Arpajian se inició con la tecnología utilizando CompuServe, Prodigy, Bulletin Board Systems y IBM PC Jr.
Arpajian fue educado en Horace Greeley High School y luego estudió en Boston University desde 1988. Obtuvo una licenciatura en comunicaciones en 1992. Mientras estaba en la Universidad de Boston, Arpajian fue director Creativo del Boston University College of Communication AdLab, una agencia de publicidad dirigida por estudiantes en Boston, MA.

## Carrera profesional
En 1993 Arpajalin consiguió su primer trabajo en tecnología como Editor Asociado para ZDNet, un servicio en línea publicado por Ziff Davis, donde estuvo hasta 1996.

### CNET Networks y Download.com
En abril de 1996, Arpajian se unió a CNET Networks como Productor Ejecutivo, Servicios de Software. En sus primeras semanas de trabajo, tuvo la idea de tomar uno de los dominios propiedad de CNET, Download. com, y usarlo para lanzar un sitio web de descarga de software. Download. com fue lanzado en octubre de 1996 y ganó gran popularidad. Recibió el premio People's Voice Webby Award para IT/Hardware en 2005 y ganó el premio de los jueces para la misma categoría en 2007.

### Rocket, Paper, Scissors y Dizzywood
En 2006 Arpajian se convirtió en empresario al cofundar la startup Rocket Paper Scissors en Tiburon, California, junto con Sean Kelly y Ken Marden. Rocket Paper Scissors lanzó su primer proyecto, el juego multijugador Dizzywood en noviembre de 2007. Dizzywood era un mundo en línea donde niños podían jugar juegos gratis, explorar áreas únicas e imaginativas y conocer nuevos amigos en un entorno seguro.
Popular entre niños de 8 a 12 años, la comunidad en línea de Dizzywood creció rápidamente, llegando a más de 400.000 visitantes mensuales en todo el mundo y recibió cobertura en múltiples medios de prensa, entre ellos el New York Times. A lo largo de tres años, el mundo colaborativo de Dizzywood reunió a más de 1,5 millones de usuarios.
En 2010, Dizzywood se consolidó cuando una empresa de San Mateo, California llamada SecretBuilders compró los activos de Dizzywood. El juego cerró en 2010, pero el sitio web, con la mayor parte del contenido, permanece en línea.

### Walt Disney Company
En junio de 2012, Arpajian ocupó el cargo de Vicepresidente, Estrategia e Internacional de Disney Social Games, parte de Disney Interactive, donde dirigió el desarrollo de negocios, operaciones internacionales y estrategia de franquicias hasta julio de 2014.

### Softonic
En febrero de 2015, el sitio web de descargas de software, Softonic, anunció el nombramiento de Arpajian como director ejecutivo, convirtiéndolo en el primer estadounidense en ocupar dicho cargo en la compañía española.
Inmediatamente después de unirse a la compañía, Arpajian tomó la decisión crucial de descontinuar el controversial producto de la compañía Softonic Downloader para así recuperar la confianza de los usuarios. Posteriormente, Arpajian lanzó Clean and Safe, una iniciativa para limpiar el catálogo de software del sitio web y garantizar a los usuarios una experiencia de uso segura.
Bajo el liderazgo de Arpajian, después de un periodo de tensión económica, Softonic pudo volver a la rentabilidad en sólo 7 meses. Esto hizo que Softonic comience a considerar expandirse de nuevo.

## Escritura
Arpajian es autor de tres libros sobre tecnología: How to Use HTML3; How to Use HTML 3.2 (con Robert Mullen) y How to Use the World Wide Web (con Wayne Ause).

## Premios y reconocimientos
Arpajian es frecuentemente invitado como orador en conferencias tecnológicas por toda Europa y en los Estados Unidos. En 1997 recibió el premio Computer Press Association Award (no link) al Mejor Libro “How-To”.

## Vida personal
Arpajian ha estado casado con la escritora Kirsten Arpajian (apellido de soltera Bollen) desde 2002. Viven en Barcelona, España, con sus dos hijos.